# Малые Маламасы
Малые Маламасы (мар. Изи Моламас) — деревня в Звениговском районе Республики Марий Эл. Входит в состав Красноярского сельского поселения.

## География
Находится в южной части республики Марий Эл на расстоянии приблизительно 6 км по прямой на север от районного центра города Звенигово на левобережье Волги.

## История
Известна с 1859 года как казённый выселок, где имелось 18 дворов, в них проживали 112 человек. В 1875 году здесь было 124 жителя, в 1897-м — 219, в 1908-м — 266. В 1926 году в деревне в 64 хозяйствах проживали 329 человек. В советское время работал колхоз «Волга». В конце 1990-х годов в деревне насчитывалось 90 дворов.

## Население
Население составляло 245 человек (мари 98 %) в 2002 году, 240 в 2010.